# Prignano sulla Secchia
Prignano sulla Secchia est une commune italienne de la province de Modène dans la région Émilie-Romagne en Italie.

## Administration
| Période                                  | Période | Identité | Étiquette | Qualité |
| ---------------------------------------- | ------- | -------- | --------- | ------- |
|                                          |         |          |           |         |
| Les données manquantes sont à compléter. |         |          |           |         |

### Hameaux
Saltino, Morano, Castelvecchio, Montebaranzone, Pigneto, Sassomorello

### Communes limitrophes
Baiso, Castellarano, Palagano, Polinago, Sassuolo, Serramazzoni, Toano